# Misia Love & Ballads: The Best Ballade Collection
Misia Love & Ballads: The Best Ballade Collection és el tercer àlbum recopilatori de la cantant japonesa Misia, que es va editar el 16 de juny de 2004, pel seu antic segell Arista Japan. Va vendre'n 54.107 còpies durant la primera setmana i es va situar a la primera posició de les llistes japoneses.
L'àlbum va aconseguir la certificació d'or de la RIAJ al vendre'n més de 100.000 còpies.

## Llista de cançons
| Núm. | Títol | Durada |
| ---- | --- | ------ |
| 1.   | «Everything» (de Marvelous) | 7:00   |
| 2.   | «Nemurenu Yoru wa Kimi no Sei (眠れぬ夜は君のせい, My Sleepless Nights Are Your Fault)» (de Kiss in the Sky)                                                                                      | 5:25   |
| 3.   | «Wasurenai Hibi (忘れない日々, Unforgettable Days)» (de Love Is the Message) | 5:45   |
| 4.   | «Kisu Shite Dakishimete (キスして抱きしめて, Kiss and Hold me)» (de Mother Father Brother Sister)                                                                                                 | 5:10   |
| 5.   | «Ano Natsu no Mama de (あの夏のままで, Just Like That Summer)» (de Marvelous) | 5:50   |
| 6.   | «It's Just Love» (de Love Is the Message) | 6:28   |
| 7.   | «The Glory Day» (de The Glory Day) | 8:35   |
| 8.   | «Ano Hi no Yō ni (あの日のように, Like on That Day)» (de Love Is the Message) | 5:47   |
| 9.   | «Tobikata wo Wasureta Chiisana Tori (Star Ocean Version) (飛び方を忘れた小さな鳥 (STAR OCEAN version), The Small Bird Who's Forgotten How to Fly)» (de Kiss in the Sky Kanzenban Limited Edition) | 5:09   |
| 10.  | «Toki wo Tomete (時をとめて, Stop Time)» (de Marvelous) | 4:48   |
| 11.  | «Hoshi no Furu Oka (星の降る丘, Starry Hill)» (de Mother Father Brother Sister) | 5:44   |
| 12.  | «Hatenaku Tsuzuku Sutōrī (果てなく続くストーリー, Never Ending Story)» (de Kiss in the Sky) | 6:28   |

## Llistes

### LlistaOriconde vendes
| Llançament    | Llista                          | Posició | Vendes debut | Vendes totals | Duració     |
| ------------- | ------------------------------- | ------- | ------------ | ------------- | ----------- |
| June 16, 2004 | Llista Oricon diària d'àlbums   | 1       |              |               |             |
| June 16, 2004 | Llista Oricon setmanal d'àlbums | 1       | 54.107       | 175.187       | 29 setmanes |
| June 16, 2004 | Llista Oricon mensual d'àlbums  | 8       |              |               |             |
| June 16, 2004 | Llista Oricon anual d'àlbums    | 94      |              |               |             |

### Llista de vendes físiques
| Llista                              | Posició |
| ----------------------------------- | ------- |
| Lista Oricon diària d'àlbums        | 1       |
| Llista Oricon setmanal d'àlbums     | 1       |
| Llista Oricon mensual d'àlbums      | 8       |
| Llista Soundscan d'àlbums(Només CD) | 1       |